# Johnny Hammond Smith
Johnny „Hammond“ Smith (* 16. Dezember 1933 in Louisville, Kentucky; † 4. Juni 1997) war ein US-amerikanischer Jazzmusiker und -komponist.
Neben Jimmy Smith und Dr. Lonnie Smith ist John Robert, genannt Johnny Hammond Smith der dritte der Schmidt-Orgler. Die Hammond-B3-Orgel ist sein Instrument. Entdeckt hat er sie für sich, als er Wild Bill Davis hörte. Mit ihr begleitete er unter anderem Nancy Wilson. Nach dem Umzug nach New York City spielte er mit eigenen kleinen Formationen in den Clubs. Aber erst der Vertrag bei Prestige, die ihn als Modernisten auf dem New Jazz Label veröffentlichten, brachte ihm einige Anerkennung. Trotzdem: sein Beitrag zur Jazzhistorie ist bedeutend geringer als die seiner „Namensvettern“, auch wenn der Ausstoß an LPs überraschend umfangreich ist. Einiges ist inzwischen auch auf CDs erschienen. 1960 wirkte er bei Lem Winchesters Album Another Opus mit.

## Diskographie
(fast alle LPs unter seinem Namen)
| - All soul (New Jazz NJ 8221) - That good feeling (New Jazz NJ 8229) - Talk that talk (New Jazz NJLP 8241) - Getting’ the message (Prestige PRLP 7217) - Imagination Warwick (W 2003) - Stimulation (Prestige PR LP7203) - Opus de funk (Prestige PR 7420) - Look out! (New Jazz NJ 8288) - Cooks with Gator Tail (Prestige PRLP 7239) - Black Coffee (Riverside RM 442) - Mr. Wonderful (Riverside RM 466) - Open house (Riverside RM 482) - A little taste (Riverside RM 496) - The stinger (Prestige PR 7408) - The Stinger meets the Golden Thrush (Prestige PR 7464) - Love potion No. 9 (Prestige PR 7482) - Ebb tide (Prestige PR 7494) | - Soul flowers (Prestige PR 7549) - Dirty grape (Prestige PR 7564) - Nasty! (Prestige PR 7588) - Soul talk (Prestige PR 7681) - Black feeling! (Prestige PRST 7736) - Here it is (Prestige P 10002) - What’s goin’ on? (Prestige P10015) - Break out (Kudu KU-O1) - Wild horses rock steady (Kudu KU-04) - The prophet (Kudu KU-10) - Higher ground (Kudu KU-16) - Gambler’s life (Salvation 702) - Gears (Milestone M 9062) - Forever Taurus (Milestone M 9068) - Storm warning (Milestone M 9076) - Don’t let the system get you (Milestone M 9083) - Charles Earlands Jazz Organ Summit (Cannonball Records CBD27102 (CD)) |